# Communauté de communes du Massif
La Communauté de communes du Massif est une ancienne communauté de communes française, située dans le département de la Marne et la région Champagne-Ardenne. 
Elle a été supprimée le 1er janvier 2014, et son territoire intégré dans la nouvelle communauté de communes du Nord Champenois.

## Historique
L'intercommunalité a été créée par  un arrêté préfectoral du 27 juin 2000.
Conformément aux prévisions du schéma départemental de coopération intercommunale (SDCI) de la Marne du 15 décembre 2011, 
- Chenay, membre de la CA du Massif, qui devait rejoindre Reims Métropole, a finalement intégré la communauté de communes Champagne Vesle le 31 décembre 2012[3].
- quatre petites intercommunalités de la Marne : 
-  la Communauté de communes de la Colline ;
- la Communauté de communes de la Petite Montagne ;
- la communauté de communes des Deux Coteaux ;
- la Communauté de communes du Massif (hors Chenay);
ont fusionné le 1er janvier 2014 pour créer la communauté de communes du Nord Champenois[4],[5].

## Territoire communautaire

### Composition
L'intercommunalité était composée de 3 communes avant le départ de Chenay pour la communauté de communes Champagne Vesle en 2013 :
- Chenay
- Merfy
- Saint-Thierry

## Administration

### Siège
La communauté de communes avait son siège en mairie de Saint-Thierry, 13 rue du Général-Leclerc .

### Élus
La communauté de communes était administrée par un conseil communautaire constitué de représentants de chaque commune, élus en leur sein par les conseils municipaux.

### Liste des présidents
| Période                                  | Période       | Identité       | Étiquette | Qualité                              |
| ---------------------------------------- | ------------- | -------------- | --------- | ------------------------------------ |
| Les données manquantes sont à compléter. |               |                |           |                                      |
| ?                                        | décembre 2013 | Michel Bernard |           | Maire de Saint-Thierry (1995 → 2014) |

### Compétences
Nombre total de compétences exercées : 18.
L'intercommunalité exerçait les compétences qui lui avaient été transférées par les communes membres, conformément aux dispositions légales.

### Régime fiscal et budget
L'intercommunalité bénéficiait d'une fiscalité additionnelle sans fiscalité professionnelle de zone (FPZ) et sans fiscalité professionnelle sur les éoliennes (FPE).